# Xena: Warrior Princess (игра)
Xena: Warrior Princess (рус. Зена — королева воинов) — видеоигра 1999 года, основанная на телесериале «Зена — королева воинов». Была разработана для PlayStation и Game Boy Color компаниями Universal Interactive Studios и Titus Interactive соответственно. Сюжет повествует о Зене, которая отправляется спасать Габриэль от злой богини Калабракс. Калабракс планирует принести в жертву Габриэль — королеву амазонок — чтобы отомстить богам и создать новый мир под своим контролем. Зена проходит через различные локации, включая деревню Эбал, остров Кроноса, Потерянный храм и Тартар, побеждая многочисленных врагов и боссов.
Версия для PlayStation представляет собой экшен от третьего лица в жанре hack-and-slash с элементами платформера. Игрок управляет Зеной, используя меч и чакрам, может выполнять различные атаки и комбинации. Игра содержит 21 уровень с системой кармы и возможностью спасения заложников. Версия для Game Boy Color выполнена как платформер с боковой прокруткой, где Зена застряла в мире снов Психозии и должна найти способ вернуться в реальность.
Игра получила смешанные отзывы критиков. Рецензенты отмечали проблемы с камерой, простоту геймплея и техническими недостатками, но хвалили музыкальное сопровождение и атмосферу телесериала.

## Сюжет
Игра начинается со сцены, где Зена и Габриэль идут по дороге. Зена решает отправиться одна навестить старого друга в деревне Эбал, но, приближаясь к поселению, замечает поднимающийся чёрный дым. Прибыв в Эбал, она находит умирающего друга, который сообщает, что «они ищут её», имея в виду Габриэль. Зена освобождает заложников и побеждает короля пиратов Пактола, который сообщает, что король Валериан нанял его отвлечь Зену, пока солдаты Валериана захватят Габриэль.
Зена отправляется на остров Кроноса искать Валериана. Преодолев циклопа, солдат и тролля, она добирается до замка, где побеждает короля с телохранителями. Валериан сообщает, что Габриэль выбрана для особого ритуала, который поможет установить новый мировой порядок. Король превращается в минотавра и убегает в лабиринт замка. Зена находит Габриэль и убивает минотавра. Габриэль рассказывает о группе амазонок, и героини решают найти их.
В деревне амазонок на героинь нападают. Зена ищет королеву амазонок в Потерянном храме, но Габриэль похищают. В результате Зена вынуждена одна отправиться на поиски королевы амазонок. Найдя её, та сообщает Зене, что они хотят принести в жертву королеву амазонок, чтобы создать новый мир. Габриель, которая сама также является королевой амазонок, займёт её место. Зена убивает королеву и встречает главного антагониста — богиню Калабракс, которая стремится отомстить богам, создав мир под своим контролем. Калабракс сбрасывает Зену в Тартар.
Чтобы выбраться из преисподней, Зена находит Аида, который отправляет её в деревню Тир’На за лирой Орфея — ключом к храму Калабракс. В деревне Зена спасает провидца Фей от солдат Калабракс, который приводит её к друиду Яту. Зена побеждает Ята в храме и получает лиру Орфея. В конце концов Зена пробирается через горы к храму Калабракс, преодолевая трёх сестёр-медуз горгон и огров-защитников. Решив головоломку с колокольчиками, она играет на лире и открывает портал в Храм Вершин, где находит Габриэль на алтаре перед жертвоприношением. Зена побеждает стражей и Калабракс, которая превращается в чудовище. Зена заставляет Калабракс разрушить опоры потолка, обрушив храм. После финальной битвы Зена воссоединяется с Габриэль. Габриэль предлагает создать игру, основанную на их приключении.

## Игровой процесс

### PlayStation
Версия игры Xena: Warrior Princess для PlayStation представляет собой экшен от третьего лица с линейным игровым процессом в жанре «hack-and-slash», включающий элементы платформера и головоломки. Сюжет игры рассказывает о злой колдунье Калабракс, которая освобождается после столетий заключения и планирует отомстить миру и богам, заточившим её. Для получения максимальной силы ей необходимо принести в жертву королеву. С помощью союзников Калабракс захватывает Габриэль, королеву амазонок. Зена, королева воинов, отправляется спасать Габриэль, сражаясь с различными противниками.
Игрок управляет Зеной, которая должна победить всех врагов и выполнить задания для прохождения каждого уровня. Зена может выполнять различные атаки с помощью комбинаций команд, вводимых игроком. При успешном выполнении атаки Зена издаёт характерный боевой крик. Персонаж может бегать, прыгать, наносить удары ногами, атаковать мечом, блокировать атаки врагов, а также выполнять удары в пах и кувырки.
В игре доступны различные бонусы. Усиления могут восстанавливать здоровье игрока, предоставлять улучшения брони или дополнительные способности атаки. Игрок может использовать чакрам Зены — оружие из телесериала. Чакрам применяется против врагов, а также для разрезания цепей и активации переключателей. По желанию игрок может управлять траекторией чакрама в полёте для лучшего попадания в цель. Зена также использует меч. Оба оружия можно улучшить, собирая бонусы. Игрок может атаковать только одного врага за раз и остаётся беззащитным против находящихся рядом противников во время использования чакрама.
Игра содержит 21 уровень. На ранних и некоторых поздних уровнях Зена должна спасать заложников, используя дальние атаки против врагов. Если игрок не убивает врага, а только оглушает его, к счётчику кармы Зены добавляются очки. При заполнении шкалы кармы игрок получает временную неуязвимость. Для победы над боссами обычно требуется выполнение определённых действий, поскольку оружие Зены не действует на некоторых из них. Свитки, найденные на различных уровнях, предоставляют игроку подсказки, включая информацию о способах победы над боссами.

### Game Boy Color
Версия для Game Boy Color представляет собой платформер с боковой прокруткой, в который играют в основном с высоты птичьего полёта. Сюжет игры сосредоточен на Зене, которая застряла в мире снов, известном как Психозия, и должна найти Дарфуса, который несёт ответственность за её заточение в том месте. Зена также должна найти Морфея, единственного, кто может вернуть её в реальность.
Игрок управляет Зеной, которая может бегать, прыгать, карабкаться и плавать. Зена также может подбирать и использовать такие предметы, как кленовый сироп и ключи. Всего в игре можно найти 13 предметов, которые хранятся на экране инвентаря. Игрок может экипировать до двух предметов. Здоровье Зены представлено сердечками. Здоровье можно увеличить, находя контейнеры с сердцем на протяжении всей игры. В игре всего 16 уровней. Игра может быть соединена с игрой Hercules: The Legendary Journeys, позволяя игроку играть за Геркулеса, который открывает доступ к секретным уровням.

## Разработка и выпуск
Версию для PlayStation разработали Universal Interactive Studios и её подразделение Universal Digital Arts. Специально для игры были созданы несколько новых персонажей, включая Калабракс и амазонок-птиц. Также было создано более 100 различных анимаций для персонажа Зены для обеспечения плавности движений в игре. Кроме того, лица актрис телесериала Люси Лоулесс (Зена) и Рене О’Коннор (Габриэль) были также внесены в игру и использованы на моделях персонажей. Версию для PlayStation издала в Северной Америке компания Electronic Arts 5 октября 1999 года, после выхода пятого сезона телесериала.
В ноябре 1998 года компания Titus Interactive объявила о приобретении прав на производство видеоигр по мотивам телесериала. В мае 2000 года Titus анонсировала, что версия Xena: Warrior Princess для Game Boy Color планировалась к выходу в конце лета 2000 года. Версия для Game Boy Color, разработанная и изданная компанией Titus, в итоге была выпущена 30 июля 2001 года.

## Оценки
| Сводный рейтинг           | Сводный рейтинг | Сводный рейтинг |
| Издание                   | Оценка          | Оценка          |
| Издание                   | GBC             | PS              |
| ------------------------- | --------------- | --------------- |
| GameRankings              | N/A             | 66%,43%         |
| Иноязычные издания        |                 |                 |
| Издание                   | Оценка          | Оценка          |
| Издание                   | GBC             | PS              |
| AllGame                   | N/A             | [ 3 ]           |
| CVG                       | [ 14 ]          | N/A             |
| GameSpot                  | N/A             | 4.6/10          |
| IGN                       | N/A             | 6.5/10          |
| Next Generation           | N/A             | [ 15 ]          |
| Nintendo Power            | [ 16 ]          | N/A             |
| The Sydney Morning Herald | N/A             | 3.5 of 5        |

Критики отмечали различные недостатки игры. Джо Филдер из GameSpot критиковал беззащитность Зены во время использования чакрама, угловатый дизайн персонажей и простоту фонов. Особые нарекания вызывала система камеры, которая работала непредсказуемо и медленно реагировала на команды управления, что усложняло прохождение платформенных и головоломочных секций. Рецензент заключил, что игра производит впечатление упрощённого и поверхностного проекта низкого качества.
Дин Остин из IGN отмечал устаревшую графику, но положительно оценивал музыкальное сопровождение и чакрам как наиболее инновационную часть игры. Критике подверглись недостаточная глубина уровней, короткая продолжительность и недоиспользование персонажа Габриэль. Рецензент также указывал на проблемы с искажением изображения и отсечением камеры.
Джейсон Уайт из AllGame характеризовал персонажей и боссов как посредственных, отмечая недостаток изобретательности в игре. Он описывал геймплей как крайне простой и строго линейный, где игрок должен побеждать всех врагов и выполнять задачи для продвижения вперёд. Рецензент сравнивал структуру игры с принципом «дороги из жёлтого кирпича» — игрок следует по тропе, сражается с противниками, получает ключи и проходит через ворота. Среди технических проблем Уайт выделял долгое время загрузки между уровнями и замедления при сражении с большим количеством врагов одновременно, что позволяло противникам наносить незаслуженные удары. Критике подверглась избыточно сложная система управления с множеством приёмов, требующая использования различных комбинаций кнопок даже для простых действий вроде прыжков. Рецензент также отмечал отсутствие возможности атаковать только одного врага за раз, что не соответствовало образу персонажа из телесериала. Несмотря на недостатки, Уайт полагал, что преданные поклонники Зены оценят игру.
Джулс Грант из издания The Electric Playground оценил игру на 7 баллов из 10 и отметил, что она «точно воссоздаёт атмосферу телесериала и использует тех же персонажей. […] Игровой процесс отличается высокой динамичностью, а игровые локации, особенно открытые области, являются одними из лучших на PlayStation». Грант критиковал систему камеры в игре, написав: «Управление камерой часто представляет сложность в играх от третьего лица. В Xena из-за скорости ближнего боя и кругового действия камера создаёт определённые трудности». Тем не менее, Грант отметил, что проблемы с камерой не являются критическими. Рецензент также отметил «очень короткие и сфокусированные уровни», а также высокую сложность битвы с финальным боссом, которая во многом обусловлена проблемами с камерой.
Джефф Лундриган из журнала Next Generation оценил версию для PlayStation на четыре звезды из пяти и заявил: «Качественно проработанная, с несколькими приятными деталями и продуманным дизайном, эта игра получает высокую оценку».